# 尋血獵犬

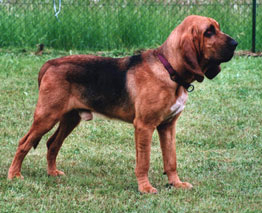
尋血獵犬

尋血獵犬（Bloodhound）是一種大型嗅觉獵犬。
尋血獵犬最初以狩獵鹿和野豬為繁殖目的，而且從中世紀起還用作追踪罪犯或搜索失踪人口之警犬用途，現在大部分專門用於跟蹤。尋血獵犬是聖休伯特在比利時飼養獵犬的後裔。
尋血獵犬以其異常敏銳的嗅覺及頑強的跟踪本能聞名，甚至可長途追踪幾天前留下的氣味踪跡。

## 外部連結
维基共享资源上的相關多媒體資源：尋血獵犬
- "Training Bloodhounds for Police Work." （页面存档备份，存于） Popular Science, 1942-06, pp. 117–119.
- Dalziel, Hugh : British Dogs 1879
- 中的“尋血獵犬”